# NBA 2015/16
NBA 2015/16 was het 70e seizoen van de NBA. Het begon op 27 oktober 2015 en eindigde op 19 juni 2016.
Seizoen 2015/16 was het eerste seizoen in de NBA van Nikola Jokić.

## Verloop
Het begon op 27 oktober 2015 en eindigde op 19 juni 2016, toen Cleveland Cavaliers de zevende wedstrijd van de NBA Finale met 93-89 won en daarmee op 4-3 kwam in de serie tegen verliezend finalist Golden State Warriors. De eindstrijd ging tussen dezelfde twee ploegen als die in 2014/15, alleen toen wonnen de Warriors. Voor Cleveland was het kampioenschap het eerste in de clubhistorie.
Stephen Curry van Golden State werd voor het tweede jaar op rij en als eerste speler ooit unaniem verkozen tot NBA Most Valuable Player. LeBron James van Cleveland werd voor de derde keer in zijn carrière NBA Finals Most Valuable Player. James stond in 2015/16 ook voor het zesde jaar op rij in de NBA-finale (tweede keer met Cleveland, daarvoor vier keer met Miami Heat). Hij was de eerste speler die dit presteerde sinds de periode waarin Boston Celtics tien keer achter elkaar de eindstrijd haalde (1957-1966).
Golden State won gedurende het reguliere seizoen 73 van haar 82 wedstrijden en verbrak daarmee het record van Chicago Bulls uit 1995/96. Cleveland was in de finale het eerste team in de geschiedenis van de NBA dat de titel won na een 1-3-achterstand. Dit lukte achtervolgers in alle 32 eerdere gevallen niet.

## Coachwissels
| Team                        | 2014/15                   | 2015/16                     |
| Voor het seizoen 2015/16    | Voor het seizoen 2015/16  | Voor het seizoen 2015/16    |
| --------------------------- | ------------------------- | --------------------------- |
| Oklahoma City Thunder       | Scott Brooks              | Billy Donovan               |
| New Orleans Pelicans        | Monty Williams            | Alvin Gentry                |
| Chicago Bulls               | Tom Thibodeau             | Fred Hoiberg                |
| Orlando Magic               | James Borrego (interim)   | Scott Skiles                |
| Denver Nuggets              | Melvin Hunt (interim)     | Michael Malone              |
| Minnesota Timberwolves      | Flip Saunders (overleden) | Sam Mitchell                |
| Tijdens het seizoen 2015/16 |                           |                             |
| Houston Rockets             | Kevin McHale              | J. B. Bickerstaff (interim) |
| Brooklyn Nets               | Lionel Hollins            | Tony Brown (interim)        |
| Cleveland Cavaliers         | David Blatt               | Tyronn Lue                  |
| Phoenix Suns                | Jeff Hornacek             | Earl Watson                 |
| New York Knicks             | Derek Fisher              | Kurt Rambis (interim)       |

## Eindstand regulier seizoen
| Eastern Conference   | W  | V  |
| -------------------- | -- | -- |
| Cleveland Cavaliers* | 57 | 25 |
| Toronto Raptors*     | 56 | 26 |
| Miami Heat*          | 48 | 34 |
| Atlanta Hawks        | 48 | 34 |
| Boston Celtics       | 48 | 34 |
| Charlotte Hornets    | 48 | 34 |
| Indiana Pacers       | 45 | 37 |
| Detroit Pistons      | 44 | 38 |
| Chicago Bulls        | 42 | 40 |
| Washington Wizards   | 41 | 41 |
| Orlando Magic        | 35 | 47 |
| Milwaukee Bucks      | 33 | 49 |
| New York Knicks      | 32 | 50 |
| Brooklyn Nets        | 21 | 61 |
| Philadelphia 76ers   | 10 | 72 |

| Western Conference     | W  | V  |
| ---------------------- | -- | -- |
| Golden State Warriors* | 73 | 9  |
| San Antonio Spurs*     | 67 | 15 |
| Oklahoma City Thunder* | 55 | 27 |
| LA Clippers            | 53 | 29 |
| Portland Trail Blazers | 44 | 38 |
| Dallas Mavericks       | 42 | 40 |
| Memphis Grizzlies      | 42 | 40 |
| Houston Rockets        | 41 | 41 |
| Utah Jazz              | 40 | 42 |
| Sacramento Kings       | 33 | 49 |
| Denver Nuggets         | 33 | 49 |
| New Orleans Pelicans   | 30 | 52 |
| Minnesota Timberwolves | 29 | 53 |
| Phoenix Suns           | 23 | 59 |
| LA Lakers              | 17 | 65 |

*Winnaars van de zes divisies

## Playoffs
|  | Eerste ronde | Eerste ronde           | Eerste ronde           |   |                       | Conference Halve Finale | Conference Halve Finale | Conference Halve Finale |  |  | Conference Finale | Conference Finale | Conference Finale   |   |  | NBA Finale | NBA Finale | NBA Finale |
|  |              |                        |                        |   |                       |                         |                         |                         |  |  |                   |                   |                     |   |  |            |            |            |
|  |              | Cleveland Cavaliers    | 4                      |   |                       |                         |                         |                         |  |  |                   |                   |                     |   |  |            |            |            |
|  |              | Detroit Pistons        | 0                      |   |                       |                         |                         |                         |  |  |                   |                   |                     |   |  |            |            |            |
|  |              | Detroit Pistons        | 0                      |   | Cleveland Cavaliers   | 4                       |                         |                         |  |  |                   |                   |                     |   |  |            |            |            |
|  |              |                        |                        |   | Cleveland Cavaliers   | 4                       |                         |                         |  |  |                   |                   |                     |   |  |            |            |            |
|  |              |                        | Atlanta Hawks          | 0 |                       |                         |                         |                         |  |  |                   |                   |                     |   |  |            |            |            |
|  |              | Atlanta Hawks          | Atlanta Hawks          | 0 | 4                     |                         |                         |                         |  |  |                   |                   |                     |   |  |            |            |            |
|  |              |                        |                        |   | 4                     |                         |                         |                         |  |  |                   |                   |                     |   |  |            |            |            |
|  |              | Boston Celtics         | 2                      |   |                       |                         |                         |                         |  |  |                   |                   |                     |   |  |            |            |            |
|  |              |                        |                        |   |                       |                         | Cleveland Cavaliers     | 4                       |  |  |                   |                   |                     |   |  |            |            |            |
|  |              |                        |                        |   |                       |                         |                         |                         |  |  |                   |                   |                     |   |  |            |            |            |
|  |              |                        | Toronto Raptors        | 2 |                       |                         |                         |                         |  |  |                   |                   |                     |   |  |            |            |            |
|  |              | Miami Heat             | Toronto Raptors        | 2 | 4                     |                         |                         |                         |  |  |                   |                   |                     |   |  |            |            |            |
|  |              |                        |                        |   | 4                     |                         |                         |                         |  |  |                   |                   |                     |   |  |            |            |            |
|  |              | Charlotte Hornets      | 3                      |   |                       |                         |                         |                         |  |  |                   |                   |                     |   |  |            |            |            |
|  |              | Charlotte Hornets      | 3                      |   | Miami Heat            | 3                       |                         |                         |  |  |                   |                   |                     |   |  |            |            |            |
|  |              |                        |                        |   | Miami Heat            | 3                       |                         |                         |  |  |                   |                   |                     |   |  |            |            |            |
|  |              |                        | Toronto Raptors        | 4 |                       |                         |                         |                         |  |  |                   |                   |                     |   |  |            |            |            |
|  |              | Toronto Raptors        | Toronto Raptors        | 4 | 4                     |                         |                         |                         |  |  |                   |                   |                     |   |  |            |            |            |
|  |              |                        |                        |   | 4                     |                         |                         |                         |  |  |                   |                   |                     |   |  |            |            |            |
|  |              | Indiana Pacers         | 3                      |   |                       |                         |                         |                         |  |  |                   |                   |                     |   |  |            |            |            |
|  |              |                        |                        |   |                       |                         |                         |                         |  |  |                   |                   | Cleveland Cavaliers | 4 |  |            |            |            |
|  |              |                        |                        |   |                       |                         |                         |                         |  |  |                   |                   |                     | 4 |  |            |            |            |
|  |              |                        | Golden State Warriors  | 3 |                       |                         |                         |                         |  |  |                   |                   |                     |   |  |            |            |            |
|  |              | Golden State Warriors  | Golden State Warriors  | 3 | 4                     |                         |                         |                         |  |  |                   |                   |                     |   |  |            |            |            |
|  |              | Golden State Warriors  |                        |   | 4                     |                         |                         |                         |  |  |                   |                   |                     |   |  |            |            |            |
|  |              | Houston Rockets        | 1                      |   |                       |                         |                         |                         |  |  |                   |                   |                     |   |  |            |            |            |
|  |              | Houston Rockets        | 1                      |   | Golden State Warriors | 4                       |                         |                         |  |  |                   |                   |                     |   |  |            |            |            |
|  |              |                        |                        |   | Golden State Warriors | 4                       |                         |                         |  |  |                   |                   |                     |   |  |            |            |            |
|  |              |                        | Portland Trail Blazers | 1 |                       |                         |                         |                         |  |  |                   |                   |                     |   |  |            |            |            |
|  |              | L.A. Clippers          | Portland Trail Blazers | 1 | 2                     |                         |                         |                         |  |  |                   |                   |                     |   |  |            |            |            |
|  |              |                        |                        |   | 2                     |                         |                         |                         |  |  |                   |                   |                     |   |  |            |            |            |
|  |              | Portland Trail Blazers | 4                      |   |                       |                         |                         |                         |  |  |                   |                   |                     |   |  |            |            |            |
|  |              |                        |                        |   |                       |                         | Golden State Warriors   | 4                       |  |  |                   |                   |                     |   |  |            |            |            |
|  |              |                        |                        |   |                       |                         |                         |                         |  |  |                   |                   |                     |   |  |            |            |            |
|  |              |                        | Oklahoma City          | 3 |                       |                         |                         |                         |  |  |                   |                   |                     |   |  |            |            |            |
|  |              | Oklahoma City          | Oklahoma City          | 3 | 4                     |                         |                         |                         |  |  |                   |                   |                     |   |  |            |            |            |
|  |              | Oklahoma City          |                        |   | 4                     |                         |                         |                         |  |  |                   |                   |                     |   |  |            |            |            |
|  |              | Dallas Mavericks       | 1                      |   |                       |                         |                         |                         |  |  |                   |                   |                     |   |  |            |            |            |
|  |              | Dallas Mavericks       | 1                      |   | Oklahoma City         | 4                       |                         |                         |  |  |                   |                   |                     |   |  |            |            |            |
|  |              |                        |                        |   | Oklahoma City         | 4                       |                         |                         |  |  |                   |                   |                     |   |  |            |            |            |
|  |              |                        | San Antonio Spurs      | 2 |                       |                         |                         |                         |  |  |                   |                   |                     |   |  |            |            |            |
|  |              | San Antonio Spurs      | San Antonio Spurs      | 2 | 4                     |                         |                         |                         |  |  |                   |                   |                     |   |  |            |            |            |
|  |              | San Antonio Spurs      |                        |   | 4                     |                         |                         |                         |  |  |                   |                   |                     |   |  |            |            |            |
|  |              | Memphis Grizzlies      | 0                      |   |                       |                         |                         |                         |  |  |                   |                   |                     |   |  |            |            |            |

## Prijzen

### Individuele Prijzen
- Most Valuable Player: 
  Stephen Curry (Golden State Warriors)
- Finals Most Valuable Player: 
  Stephen Curry (Golden State Warriors)
- Rookie of the Year: 
  Karl-Anthony Towns (Minnesota Timberwolves)
- Defensive Player of the Year 
  Kawhi Leonard (San Antonio Spurs)
- NBA Sixth Man of the Year: 
  Jamal Crawford (Los Angeles Clippers)
- Most Improved Player: 
  CJ McCollum (Portland Trail Blazers)
- NBA Coach of the Year: 
  Steve Kerr (Golden State Warriors)

- NBA Sportsmanship Award: 
  Mike Conley Jr. (Memphis Grizzlies)
- J. Walter Kennedy Citizenship Award: 
 Wayne Ellington (Brooklyn Nets)
- Twyman–Stokes Teammate of the Year Award: 
 Vince Carter (Memphis Grizzlies)
- NBA Community Assist Award: 
 John Wall (Washington Wizards)

### All-NBA Teams
- All-NBA First Team:
  - F Kawhi Leonard, San Antonio Spurs
  - F LeBron James, Cleveland Cavaliers
  - C DeAndre Jordan, Los Angeles Clippers
  - G Russell Westbrook, Oklahoma City Thunder
  - G Stephen Curry, Golden State Warriors

- All-NBA Second Team:
  - F Kevin Durant, Oklahoma City Thunder
  - F Draymond Green, Golden State Warriors
  - C DeMarcus Cousins, Sacramento Kings
  - G Chris Paul, Los Angeles Clippers
  - G Damian Lillard, Portland Trail Blazers

- All-NBA Third Team:
  - F Paul George, Indiana Pacers
  - F LaMarcus Aldridge, San Antonio Spurs
  - C Andre Drummond, Detroit Pistons
  - G Kyle Lowry, Toronto Raptors
  - G Klay Thompson, Golden State Warriors

- NBA All-Defensive First Team:
  - F Kawhi Leonard, San Antonio Spurs
  - F Draymond Green, Golden State Warriors
  - C DeAndre Jordan, Los Angeles Clippers
  - G Avery Bradley, Boston Celtics
  - G Chris Paul, Los Angeles Clippers

- NBA All-Defensive Second Team:
  - F Paul Millsap, Atlanta Hawks
  - F Paul George, Indiana Pacers
  - C Hassan Whiteside, Miami Heat
  - G Tony Allen, Memphis Grizzlies
  - G Jimmy Butler, Chicago Bulls

- NBA All-Rookie First Team:
  - Karl-Anthony Towns, Minnesota Timberwolves
  - Kristaps Porziņģis, New York Knicks
  - Devin Booker, Phoenix Suns
  - Nikola Jokić, Denver Nuggets
  - Jahlil Okafor, Philadelphia 76ers

- NBA All-Rookie Second Team:
  - Justise Winslow, Miami Heat
  - D'Angelo Russell, Los Angeles Lakers
  - Emmanuel Mudiay, Denver Nuggets
  - Myles Turner, Indiana Pacers
  - Willie Cauley-Stein, Sacramento Kings

1950 · 1951 · 1952 · 1953 · 1954 · 1955 · 1956 · 1957 · 1958 · 1959 · 
1960 · 1961 · 1962 · 1963 · 1964 · 1965 · 1966 · 1967 · 1968 · 1969 · 
1970 · 1971 · 1972 · 1973 · 1974 · 1975 · 1976 · 1977 · 1978 · 1979 · 
1980 · 1981 · 1982 · 1983 · 1984 · 1985 · 1986 · 1987 · 1988 · 1989 · 
1990 · 1991 · 1992 · 1993 · 1994 · 1995 · 1996 · 1997 · 1998 · 1999 · 
2000 · 2001 · 2002 · 2003 · 2004 · 2005 · 2006 · 2007 · 2008 · 2009 · 
2010 · 2011 · 2012 · 2013 · 2014 · 2015 · 2016 · 2017 · 2018 · 2019 · 
2020 · 2021 · 2022 · 2023 · 2024